# 名古屋高等裁判所
名古屋高等裁判所（なごやこうとうさいばんしょ）は、愛知県名古屋市にある日本の高等裁判所の一つで、中部地方の西部6県を管轄している。略称は、名古屋高裁（なごやこうさい）。金沢に支部を置いている。

## 所在地
- 本庁　愛知県名古屋市中区三の丸1丁目4-1
- 金沢支部　石川県金沢市丸の内7-2

## 沿革
- 1881年（明治14年） - 名古屋上等裁判所として設置。
- 1883年（明治16年） - 名古屋控訴裁判所と改称。
- 1886年（明治19年） - 名古屋控訴院と改称。
- 1947年（昭和22年） - 裁判所法の施行により、現在の名古屋高等裁判所と改称。
- 1948年（昭和23年） - 金沢支部が設置。
- 1979年（昭和54年） - 現在の本庁舎が竣工される（名古屋地方裁判所、名古屋簡易裁判所と合同）。

## 管轄
- 本庁　愛知県、三重県、岐阜県
- 金沢支部　石川県、福井県、富山県

※ただし、民事に関する事件のうち地方裁判所の第二審判決に対する上告事件など、一部のものについては本庁が取り扱う。

## 歴代長官
（在任期間、後職など）
名古屋上等裁判所長
- 小畑美稲（1881年10月15日 - 1883年11月5日）

名古屋控訴裁判所長
- 中島錫胤（1883年11月5日 - 1884年12月4日）
- 大塚正男（1884年12月11日 - 1886年5月10日）

名古屋控訴院長
- 大塚正男（1886年5月10日 - 1890年8月21日）
- 中村元嘉（1890年8月21日 - 1891年6月5日）
- 土師経典（1891年6月5日 - 1898年6月28日）
- 藤田隆三郎（1898年6月28日 - 1913年4月22日）
- 水上長次郎（1913年4月22日 - 1920年6月30日）
- 牧野菊之助（1920年6月30日 - 1921年6月13日）
- 磯谷幸次郎（1921年6月13日 - 1923年9月22日）
- 能勢万（1923年9月22日 - 1925年3月28日）
- 高橋文之助（1925年3月28日 - 1927年2月16日）
- 立石謙輔（1927年2月17日 - 1939年9月5日）
- 大森洪太（1939年9月5日 - 1941年1月30日）
- 鬼頭豊隆（1941年1月31日 - 1944年11月4日）

名古屋高等裁判所長官
- （職務代行）佐々木良一（1944年11月4日 - 1947年5月3日）（裁判所法施行）
- （代理）佐々木良一（1947年5月3日 - 1947年9月25日）
- 杉生糺（1947年9月26日 - 1952年1月14日）
- 下飯坂潤夫（1952年2月4日 - 1955年6月9日）
- 石坂修一（1955年6月10日 - 1956年12月2日）
- 高木常七（1956年12月3日 - 1958年3月14日）
- 五鬼上堅磐（1958年3月25日 - 1960年11月6日）
- 荻野益三郎（1960年11月7日 - 1961年9月6日）
- 近藤綸二（1961年9月7日 - 1963年6月24日）
- 小野謙次郎（1963年6月25日 - 1964年11月19日）
- 山本謹吾（1964年11月25日 - 1965年9月6日）
- 角村克己（1965年9月28日 - 1966年6月30日）
- 相島一之（1966年7月22日 - 1968年9月16日）
- 新村義広（1968年9月20日 - 1970年9月17日）
- 内藤頼博（1970年9月18日 - 1973年3月11日）
- 栗本一夫（1973年3月12日 - 1976年5月24日）
- 荒川正三郎（1976年5月29日 - 1977年11月6日）
- 寺田治郎（1977年11月7日 - 1978年7月13日）
- 岩野徹（1978年7月14日 - 1979年10月4日）
- 江尻美雄一（1979年10月9日 - 1981年2月5日）
- 牧圭次（1981年2月7日 - 1982年5月27日）
- 大内恒夫（1982年5月28日 - 1984年2月19日）
- 坂井芳雄（1984年2月20日 - 1985年5月5日）
- 香川保一（1985年5月7日 - 1986年1月16日）
- 勝見嘉美（1986年1月18日 - 1987年5月28日）
- 千葉和郎（1987年5月28日 - 1988年12月19日）
- 井口牧郎（1988年12月19日 - 1989年12月21日）
- 奥村正策（1989年12月21日 - 1990年11月6日）
- 沖野威（1990年11月8日 - 1992年3月15日）
- 栗原平八郎（1992年3月17日 - 1993年3月7日）
- 野崎幸雄（1993年3月8日 - 1996年8月18日）
- 神垣英郎（1996年8月26日 - 1997年8月5日）
- 池田良兼（1997年8月6日 - 1999年2月19日 定年退官）
- 島田禮介（1999年3月3日 - 2001年1月27日）
- 荒井史男（2001年1月29日 - 2002年5月12日　定年退官　中央建設工事紛争審査会会長、日本商品先物取引協会会長）
- 濱崎恭生（2002年5月14日 - 2005年1月26日　定年退官　公正取引委員会委員、東京都人事委員会委員）
- 中込秀樹（2005年1月28日 - 2006年6月24日 定年退官　帝京大学教授、JXホールディングス監査役）
- 竹﨑博允（2006年6月26日 - 2007年2月8日　東京高裁長官）
- 細川清（2007年2月9日 - 2009年8月5日 定年退官　公正取引委員会委員）
- 門口正人（2009年8月6日 - 2010年12月31日　定年退官　 最高裁判所情報公開・個人情報保護審査委員会委員、三菱東京UFJ銀行取締役、新関西国際空港監査役）
- 房村精一（2011年1月11日 - 2012年3月17日　定年退官、公安審査委員会委員長）
- 山崎敏充（2012年3月27日 - 2013年7月8日　東京高裁長官）
- 岡田雄一（2013年7月8日 - 2015年6月25日 定年退官　情報公開・個人情報保護審査会第一部会長）
- 山名学（2015年6月29日 - 2016年7月23日 定年退官　情報公開・個人情報保護審査会第四部会長）
- 原優（2016年7月29日 - 2018年9月3日 退官、行政不服審査会会長）
- 綿引万里子（2018年9月7日 - 2020年5月1日 定年退官、東芝取締役、LIXIL取締役）
- 永野厚郎（2020年5月8日- 2021年4月7日 定年退官）
- 白井幸夫 (2021年4月7日 - 2022年4月24日 定年退官)
- 団藤丈士 (2022年4月25日 - 2023年4月27日 定年退官）
- 八木一洋 (2023年4月28日 - 2025年1月7日 定年退官)
- 渡部勇次（2025年1月8日 - ）

## 部署と法廷
どの部署も開廷は週2回。

### 民事部
- 民事第1部（第1001号法廷）
- 民事第2部（第1001号法廷）
- 民事第3部（第1004号法廷）
- 民事第4部（第1004号法廷）
- 金沢支部第1部（第201号法廷）

### 刑事部
- 刑事第1部（第1002号法廷）
- 刑事第2部（第1002号法廷）
- 金沢支部第2部（第201号法廷）

## その他

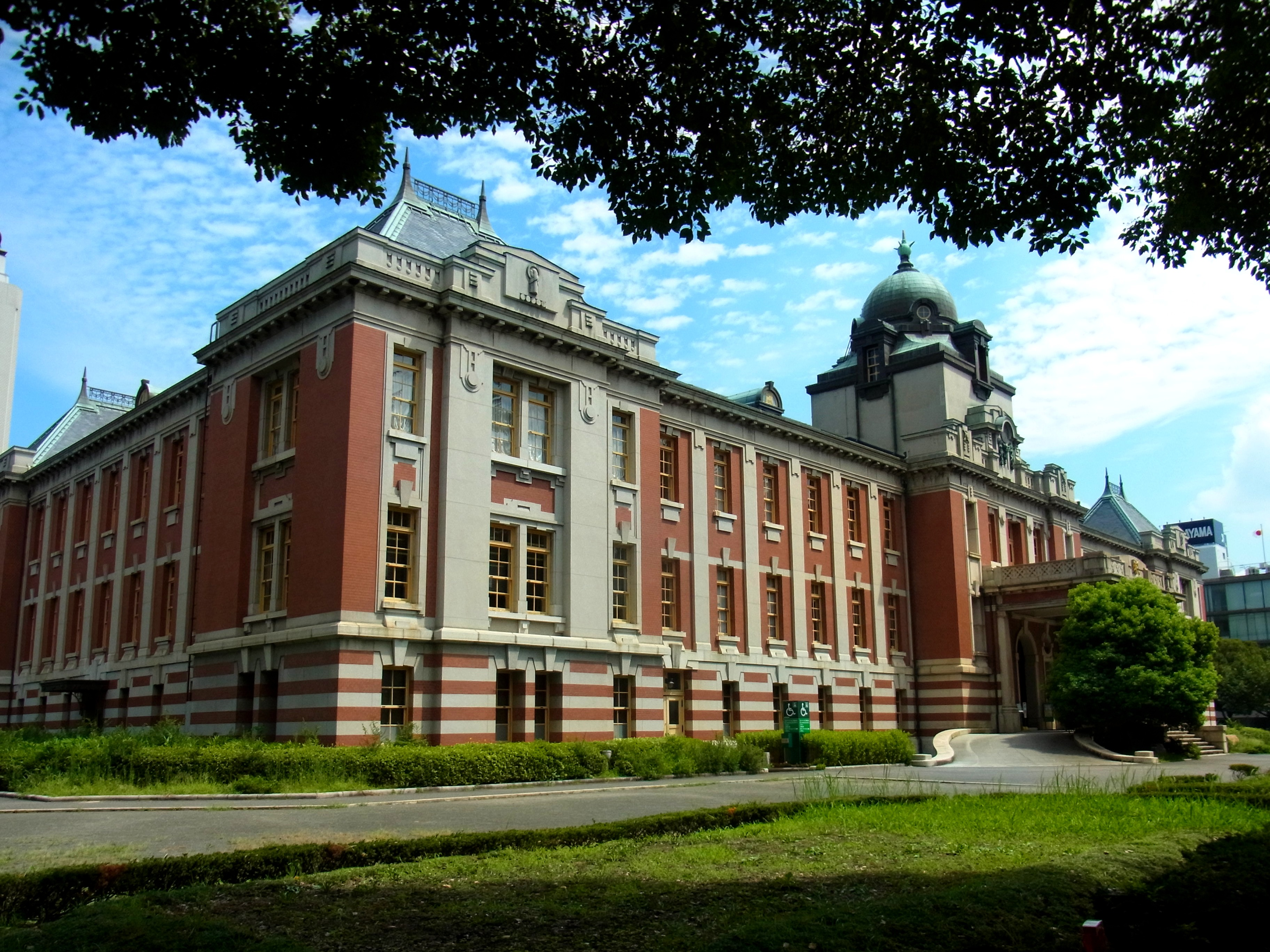
名古屋市市政資料館・外観

- 1922年 竣工の前庁舎（名古屋市東区主税町、現在の名古屋市市政資料館）は、1984年 国の重要文化財に指定されている。
- 全国に7つ建設された控訴院のうち、現存する建物はこれと札幌だけである。